# Militärischer Befehl
Ein militärischer Befehl ist eine bestimmte Anweisung, zu einem bestimmten Verhalten, die ein militärischer Vorgesetzter einem Untergebenen mündlich, schriftlich oder in anderer Weise allgemein oder für den Einzelfall und mit dem Anspruch auf Gehorsam erteilt.

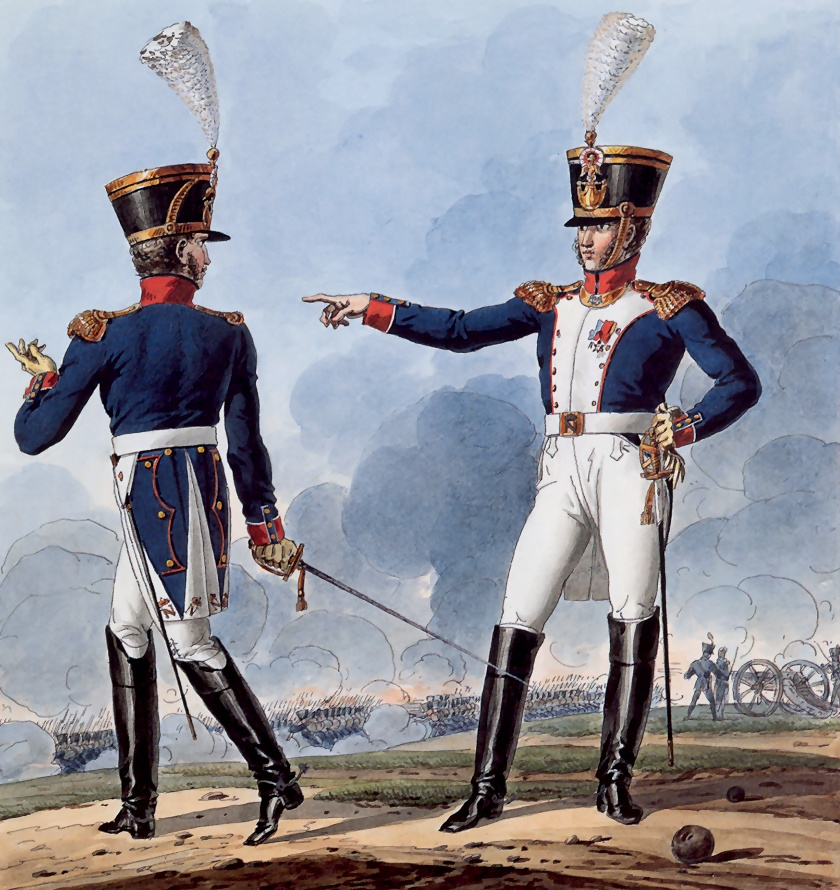
Ein Soldat der Grande Armée erteilt einen Befehl

## Allgemeines
Militärische Befehle sind ein Instrument zur Wahrnehmung der Inneren Führung bei der Bundeswehr. Mit Befehlen wird in jeder Armee der das Kriegsziel berücksichtigende Wille des Vorgesetzten durchgesetzt. Befehle dienen im Krieg letztlich der Erlangung des Sieges über den Feind oder beim Verteidigungskrieg der erfolgreichen Abwehr eines Angriffskriegs. Damit Befehle auch befolgt werden, unterliegen die Soldaten einer Gehorsamspflicht. Befehl und Gehorsam erfüllen zwei komplementäre Funktionen in militärischen Organisationen. Wer über Befehlsgewalt verfügt, heißt Befehlshaber oder mit höchstem Rang Oberbefehlshaber.

## Rechtsfragen
Allgemeines

Der Befehl ist ein Rechtsbegriff, der insbesondere im Soldatengesetz (SG), der Vorgesetztenverordnung (VorgV) und dem Wehrstrafgesetz (WStG) vorkommt. Das SG definiert den Begriff „Befehl“ nicht, sondern setzt ihn mit dem gleichen Inhalt voraus, wie er in § 2 Nr. 2 WStG festgelegt ist. Hiernach ist ein Befehl eine Anweisung zu einem bestimmten Verhalten, die ein militärischer Vorgesetzter (§ 1 Abs. 3 SG in Verbindung mit § 1 Abs. 1 VorgV, § 4 Abs. 1 VorgV) einem Untergebenen schriftlich, mündlich oder in anderer Weise, allgemein oder für den Einzelfall und mit dem Anspruch auf Gehorsam erteilt. Befehle „in anderer Weise“ können Hand-, Licht- oder Flaggenzeichen, Signale mit Trompete oder Trillerpfeife sein, sofern davon auszugehen ist, dass der Befehlsinhalt für Vorgesetzten und Untergebenen hinreichend eindeutig ist.
Die gesetzliche Legaldefinition entspricht auch der ständigen Rechtsprechung des Bundesverwaltungsgerichts (BVerwG). Im zitierten Urteil erhielt ein Oberstleutnant den Befehl, „Urlaub nur im Lager“ zu nehmen. Er handelte während eines Auslandseinsatzes seiner Einheit in Afghanistan dem Befehl seines Disziplinarvorgesetzten zuwider und verbrachte stattdessen seinen Urlaub in einem aus Sicherheitsaspekten als gefährlich eingestuften Umfeld in Afghanistan. Als Disziplinarmaßnahme wurde gegen den Soldaten wegen eines Dienstvergehens ein Beförderungsverbot für die Dauer von vier Jahren und die Kürzung seiner Dienstbezüge um 10 % für die Dauer von zwei Jahren verhängt.
Vorgesetzte dürfen Befehle nur zu dienstlichen Zwecken und nur unter Beachtung der Regeln des Völkerrechts, der Gesetze und der Dienstvorschriften erteilen (§ 10 Abs. 4 SG). Darüber hinaus gebietet das Rechtsstaatsprinzip, dass ein Befehl die Grundrechte des Soldaten nicht unverhältnismäßig einschränken darf. Dabei sind der dienstliche Zweck und der Eingriff in die Rechte des Soldaten gegeneinander abzuwägen. Hierbei sind im Gefecht natürlich andere Maßstäbe anzulegen als in Friedenszeiten. Der Vorgesetzte trägt für seine Befehle die Verantwortung. Ein Befehl ist knapp und verständlich abzufassen, zu gliedern und nach seinem Zweck zu bezeichnen. Befehle hat er in der den Umständen angemessenen Weise durchzusetzen (§ 10 Abs. 5 SG). Der Soldat muss seinen Vorgesetzten gehorchen. Er hat ihre Befehle nach besten Kräften vollständig, gewissenhaft und unverzüglich auszuführen.
Arten 

Das SG unterscheidet einerseits zwischen Befehlen, die befolgt werden müssen (verbindliche Befehle) sowie andererseits Befehlen, die nicht befolgt zu werden brauchen bzw. nicht befolgt werden dürfen (unverbindliche Befehle). Rechtswidrige Befehle sind unverbindlich, wenn sie die Menschenwürde verletzen, nicht zu dienstlichen Zwecken erteilt worden sind oder die Begehung einer Straftat zur Folge haben (§ 11 Abs. 1 Satz 3 SG). Weitere Unverbindlichkeitsgründe sind durch die Rechtsprechung entwickelt worden.
Aus dem Grundgesetz und dem Soldatengesetz ergeben sich rechtliche Grenzen der militärischen Befehlsbefugnis. Diese lassen sich in sieben Untergruppen zusammenfassen, deren Voraussetzungen und wechselseitige Verhältnisse bisher allerdings nicht hinreichend geklärt sind:
1. Befehle, welche die Menschenwürde verletzen, müssen nicht ausgeführt werden (§ 11 Abs. 1 Satz 3 Halbsatz 1 Alternative 1 SG). Das ist der Fall, wenn aufgrund des Befehls der Untergebene oder ein von der Ausführung des Befehls betroffener Dritter einer Behandlung ausgesetzt wird, die eine Verachtung oder Geringschätzung des dem Menschen kraft seines Personseins zukommenden Wertes zum Ausdruck bringt.
2. Befehle, die nicht zu dienstlichen Zwecken erteilt wurden, brauchen nicht befolgt zu werden (§ 11 Abs. 1 Satz 3 Halbsatz 1 Alternative 2 SG). Ein Befehl ist nur dann zu „dienstlichen Zwecken“ erteilt, wenn ihn der militärische Dienst erfordert, um die durch die Verfassung festgelegten Aufgaben der Bundeswehr zu erfüllen.
3. Befehle sind auch dann unverbindlich, wenn durch ihre Befolgung eine Straftat begangen würde. Hierunter fallen alle Befehle, deren Ausführung einen Straftatbestand des deutschen Strafrechts erfüllen würde. Das sind auch Befehle, die eine Gefahr für die Gesundheit und körperliche Unversehrtheit des Soldaten bedeuten.[6]
4. Befehle, die geeignet sind und in der Absicht vorgenommen werden, das friedliche Zusammenleben der Völker zu stören, insbesondere die Führung eines Angriffskrieges vorzubereiten, sind gemäß Art. 26 Abs. 1 Satz 1 GG rechtlich unverbindlich und dürfen nicht befolgt werden.
5. Ein Befehl ist auch dann unverbindlich, wenn seine Erteilung oder Ausführung gegen die „allgemeinen Regeln des Völkerrechts“ verstößt (Art. 25 GG). Der Untergebene hat diese Regeln anstelle des ihm erteilten Befehls zu befolgen.
6. Unverbindlich ist ein militärischer Befehl für einen Untergebenen auch dann, wenn ihm die Ausführung nach Abwägung aller maßgeblichen Umstände nicht zugemutet werden kann. Dies gilt insbesondere, wenn sich Untergebene auf den Schutz des Grundrechts der Gewissensfreiheit berufen können.
7. Weitere unverbindliche Befehle sind Befehle, die wegen objektiver Unmöglichkeit nicht ausgeführt werden können, Befehle bei Vorliegen eines übergesetzlich-rechtfertigenden Notstands oder Befehle, bei denen sich die Sachlage grundlegend verändert hat.[7]

Die Gehorsamspflicht (§ 11 Abs. 1 SG) ist nicht auf rechtmäßige Befehle beschränkt. Auch rechtswidrige Befehle sind stets zu befolgen. Erst wenn durch die Ausführung des Befehls eine Straftat begangen würde, darf der Befehl nicht befolgt werden (§ 11 Abs. 2 SG). Befolgt der Untergebene den Befehl trotzdem, hat er entsprechende strafrechtliche Konsequenzen zu fürchten. Voraussetzung ist jedoch, dass er erkennt oder dass es nach den ihm bekannten Umständen offensichtlich ist, dass er eine Straftat begeht (§ 11 Abs. 2 Satz 2 SG). Selbst die Einlegung einer Beschwerde befreit nicht von der Pflicht, möglicherweise rechtswidrige Befehle zu befolgen (§ 3 Abs. 1 Satz 2 WBO). Der Untergebene handelt mithin selbst bei eingelegter Beschwerde dienstpflichtwidrig, wenn er gegenüber einem militärischen Befehl keinen Gehorsam leistet, sofern keine Unverbindlichkeitsgründe eingreifen.
Beim Anspruch auf Gehorsam, den das Gesetz verlangt, ist zwischen dem objektiven Anspruch, der nach den Gesetzen besteht, und dem subjektiven Anspruch des Befehlenden zu unterscheiden. Der Befehl „Geben Sie mir ein Bier aus!“ hat objektiv keinen Anspruch auf Gehorsam (das darf nicht befohlen werden), kann aber vom Vorgesetzten als Befehl gemeint gewesen sein. Dagegen hat die Aussage „Klopfen Sie auf Holz!“ (z. B., damit etwas gut ausgeht) objektiv möglicherweise den Gehorsamsanspruch, ist aber kein Befehl, weil der Vorgesetzte sie nicht als Befehl gemeint hat und selbst keinen Gehorsam beansprucht.

## Befehlsarten

### Nach dem Umfang
Kommando

Ein Kommando ist ein Formelbefehl, der dem Untergebenen keinen Ermessensspielraum lässt. Es ist zumeist in Zentralen Dienstvorschriften (ZDv) für bestimmte Tätigkeiten im Wortlaut festgelegt und sofort auszuführen. Kommandos können auch in Form akustischer oder optischer Signale (z. B. Trillerpfeife, Handzeichen, Blinkzeichen) übermittelt werden. Dazu zählen neben den Kommandos für das Exerzieren (Rührt Euch!, die Augen links!, rechts um!) auch bestimmte Anweisungen für Fahrer (Kraftfahrer, Motor an!) oder z. B. das Feuerkommando (Feuer frei!). In der Regel bestehen Kommandos, insbesondere im Exerzierdienst, aus einem langgezogenen Ankündigungsteil (das Aviso), welcher die Angesprochenen auf das Kommando vorbereiten soll, und einem kurzen Ausführungsteil, der die gleichzeitige Ausführung des Kommandos festlegt (bspw. „Im Gleichschritt …“ als Aviso und „… Marsch!“ als Ausführungsteil).
Auftrag

Ein militärischer Auftrag enthält einen Befehl. Er bezeichnet ein in einem bestimmten Zeitraum und/oder in einem bestimmten Raum zu erreichendes Ziel und die von der Führung damit verfolgte Absicht. Er lässt dem Empfänger weitgehende Handlungsfreiheit in der Durchführung und in der Wahl der anzuwendenden Mittel. Er verlangt daher eigene Urteils- und Entschlusskraft sowie selbständiges, verantwortungsbewusstes Handeln. Ihm können darüber hinaus vom Auftragserteilenden auch noch weitere Auflagen gemacht werden („bis spätestens …“, „jedoch nicht …“, „rechts umfassend …“, „gemeinsam mit …“). Aufträge sind an keine besondere Form gebunden.
Weisung

Eine Weisung enthält einen Befehl. Sie gibt oft nur die Gesamtabsicht des Vorgesetzten, die Zielsetzung im großen und gilt in der Regel für einen längeren Zeitraum. Sie lässt den Empfängern weitgehende Handlungsfreiheit in der Durchführung und in der Wahl der anzuwendenden Mittel.
Dienstliche Weisung

Dienstliche Weisungen umfassen mehr als militärische Befehle. Sie ergehen neben der Befehlsform als Weisungen, Dienstliche Anordnungen oder Richtlinien. Die Befugnis, zu dienstlichen Zwecken Anweisungen zu erteilen und die Pflicht, diese zu befolgen, ergibt sich aus dem Unterstellungsverhältnis. Sie haben den Zweck, den Willen des Vorgesetzten nach Inhalt, Richtung und Form so auszudrücken, dass durch die Ausführung der dienstlichen Anweisung seine Absicht erreicht wird. Sofern möglich, soll jede dienstliche Anweisung Unterrichtungen und Hinweise für die Ausführung enthalten und dem Untergebenen Raum für sein freies Ermessen lassen. Innerhalb dieses Ermessens kann er über Art, Ort und Zeit der Ausführung in eigener Verantwortung entscheiden. Dienstliche Anweisungen sind grundsätzlich auf dem Dienstweg an den Empfänger zu leiten. Ist es in Ausnahmefällen erforderlich, dienstliche Anweisungen unter Umgehung des Dienstweges zu erteilen, so sind die Zwischenstellen unverzüglich hiervon in Kenntnis zu setzen. Weichen truppendienstliche Unterstellung und Unterstellung im besonderen Aufgabenbereich voneinander ab, so ist bei Weisungen und Befehlen die Beteiligung der jeweils anderen vorgesetzten Dienststelle(n) in Dienstanweisungen oder Befehlen für das Meldewesen zu regeln.
Operationsbefehle

Operationsbefehle sind nach dem oben gezeigten Muster aufgebaut und können als Einzelbefehl oder als Gesamtbefehl erteilt werden. Einzelbefehle richten sich nur an eine oder einen Teil der unterstellten Truppen und enthalten nur die Punkte, die für die Betroffenen wichtig sind. Sie haben den Vorteil, dass rasch in der Reihenfolge der Dringlichkeit befohlen werden kann. Gesamtbefehle unterrichten alle unterstellten Truppen in gleicher Weise und etwa zur gleichen Zeit. Sie werden vor allem zu Beginn von Operationen gegeben, oder wenn unübersichtliche Verhältnisse neu geordnet werden müssen. Wenn möglich, sollen Operationsbefehle durch Vorbefehle vorbereitet werden. Vorbefehle werden gegeben, um die Truppe frühzeitig auf neue Aufgaben vorzubereiten, bevor die eigene Planung oder Befehlsgebung abgeschlossen ist.
Es können Gefechtsbefehle (Befehl für die Verteidigung), Befehle zur Regelung der Einsatzunterstützung (BREU) bzw. Führungsunterstützung (BRFU) und andere Befehlsarten unterschieden werden. Für verschiedenen spezielle Aufträge gibt es besondere Befehlsschemata, damit keine wichtigen Punkte vergessen werden. Beispiele dafür sind der Befehl an den Alarmposten, Befehl an den Spähtrupp, Befehl für die Sicherung, Befehl für die Aufnahme, Befehl zum Spüren chemischer Kampfstoffe und andere.
In einem Operationsbefehl stellen Aufträge das Kernstück dar. Sie bestimmen das Ziel und sind Ausgangspunkt für das Denken und Handeln. Deshalb ist die wesentliche Forderung an einen Auftrag, dass der Wille des Vorgesetzten unmissverständlich zum Ausdruck kommen muss.

### Nach dem Inhalt
Der Fahrbefehl (heute: Fahrauftrag) ist die schriftliche oder mündliche Kommandoausgabe eines Vorgesetzten an den Fahrer eines (bodengebundenen) Militärfahrzeugs, mit einem oder mehreren bestimmten Fahrzeugen den Transport von Material oder Soldaten auf einer festgelegten Route durchzuführen. Ein Marschbefehl weist einen oder mehrere Soldaten oder eine Einheit an, sich an eine bestimmte Position oder einen bestimmten Ort zu bewegen.
Kompaniebefehle enthalten die Bekanntgabe von Beförderungen, Disziplinarstrafen, Kommandierungen, Versetzungen usw. an die Kompanie und werden durch den Kompaniechef oder den Kompaniefeldwebel vor der Truppe verkündet. Es handelt sich nicht um einen Befehl, sondern um Mitteilungen aus dem Personalwesen an die Truppe. Der Tagesbefehl wird vom Verteidigungsminister oder hohen militärischen Führern bei besonderen Anlässen und militärisch bedeutsamen Ereignissen erlassen und enthält im Regelfall die offizielle Stellungnahme des Dienstherrn. Es handelt sich wiederum nicht um einen Befehl, sondern um Mitteilungen an die Truppe, die meist die Bewertung eines Ereignisses, Gedenktages usw. den Adressaten vermitteln sollen.
Beim Appell in Heeren treten Kompanien, Bataillone und manchmal Regimenter zum Appell an. Für Kompanien (und Batterien) beginnt mit dem Appell die Tagesroutine. Der Kompaniefeldwebel und der Kompaniechef begrüßen die Soldaten und prüfen ihre Vollzähligkeit und die Vollständigkeit der jeweils befohlenen Ausrüstung (Vollzähligkeitsappell, Waffenappell).

## Befehlsschema
Befehle (im engeren Sinne) sollen in einer festgelegten Form, Befehlsschema genannt, erteilt werden. Dem Befehlenden wird nicht überlassen, wie er befiehlt. Dies dient in erster Linie einer zweckmäßigen Vereinheitlichung der Abfolge der verschiedenen Befehlskomponenten und entlastet den Befehlenden davon, immer wieder erneut nach einer zweckmäßigen Form zu suchen.
Befehle werden nach einem standardisierten Abkommen aller NATO-Verbündeten gegeben (STANAG 2014).
Sofern sinnvoll und nötig sind in Befehlen zu folgenden Punkten Aussagen zu machen:
1. Lage
  - Feind (Stärke, Art, Verhalten, vermutliche Absicht)
  - Eigene Lage (Lage, Auftrag und Absicht des übergeordneten Truppenteils)
  - Unterstellungen und Abgaben (von Truppen, bezogen auf den eigenen Truppenteil)
  - Zivilisten (Anwesenheit, Gefahrenpotential)
2. Auftrag
knappe Darlegung des eigenen Auftrags
3. Durchführung
  - Eigene Absicht mit geplanter Operationsführung
  - Aufträge an die unterstellten Truppen (unterteilt nach Truppen / Truppeneinteilung: wer soll wo was tun?)
  - Sicherung und Gefechtsaufklärung
  - ABC-Abwehr
  - Fliegerabwehr / Flugabwehr
  - Maßnahmen zur Koordinierung (z. B. Anmarsch)
4. Einsatzunterstützung
wichtige Maßnahmen und Einrichtungen der Versorgung
5. Führungsunterstützung
Einzelheiten zum Fernmeldeverkehr, Erkennungszeichen, Platz des Gefechtsstandes...

Als Merkwort dient das Akronym LADEF, bw. LAD für die Kurzform ohne Angaben zu Einsatz- und Führungsunterstützung. Bei LAD steht das A nicht für Auftrag, sondern für Absicht.

## Rechtsfolgen
Da Streitkräfte auf dem Prinzip von Befehl und Gehorsam beruhen, stellt vorsätzlicher Ungehorsam stets ein sehr ernstzunehmendes Dienstvergehen dar, dem eine Gehorsamsverweigerung zugrunde liegt. Der wissentliche und willentliche Ungehorsam gegenüber einem Befehl ist zugleich eine vorsätzliche Verletzung der innerdienstlichen Wohlverhaltenspflicht aus § 17 Abs. 2 Satz 1 SG, weil Ungehorsam das Vertrauen in die Integrität und Zuverlässigkeit eines Soldaten schwer beschädigt. Die Pflicht aus § 17 Abs. 1 SG erfordert, dass sich der Soldat in das militärische Gefüge selbstbeherrscht einordnet, sich nach Maßgabe der Gesetze und der festgelegten Unterstellungsverhältnisse unterordnet und die militärische Ordnung einhält. Untergebene sind nach § 17 Abs. 1 SG gehalten, die dienstliche Autorität ihrer Vorgesetzten ohne Rücksicht auf persönliche Sympathien oder Antipathien anzuerkennen und ihr Verhalten danach auszurichten. Für einen Verstoß gegen § 17 Abs. 1 SG reicht es aus, dass der betreffende Soldat mit seinem Verhalten eine gegenüber Vorgesetzten bestehende Pflicht verletzt und dabei zu erkennen gibt, dass er sich der dienstlichen Autorität seines Vorgesetzten nicht selbstbeherrscht unterordnen will.
Der Verstoß gegen die Gehorsamspflicht (§ 11 SG) zieht verschiedene Konsequenzen nach sich. Ein schuldhafter Verstoß hiergegen stellt ein Dienstvergehen dar, das mit einer Disziplinarmaßnahme (z. B. Dienstlicher Verweis, Geldbuße, Strafarrest bis hin zu Beförderungsverbot, Degradierung oder Entfernung aus dem Dienstverhältnis) innerdienstlich geahndet werden kann, aber nicht muss. Bei leichten Verstößen kann auf die Tat mit einer Erzieherischen Maßnahme (EM) (z. B. Zurechtweisung, schriftliche Ausarbeitung oder Wiederholungsdienst) reagiert werden. In besonders schweren Fällen kann auch eine Wehrstraftat vorliegen. Verursacht die Missachtung der Gehorsamspflicht eine schwerwiegende Folge (Ungehorsam) oder wird der Gehorsam durch Wort und Tat verweigert (Gehorsamsverweigerung), kann die Tat mit Freiheitsstrafe geahndet werden.
Wer einen Befehl nicht befolgt und dadurch wenigstens fahrlässig (§ 19 Abs. 1 WStG) oder leichtfertig (§ 21 WStG) eine schwerwiegende Folge (§ 2 Nr. 3 WStG) verursacht, wird wegen Ungehorsam mit Freiheitsstrafe bestraft. Mit Freiheitsstrafe bis zu drei Jahren wird wegen Gehorsamsverweigerung bestraft, wer die Befolgung eines Befehls dadurch verweigert, dass er sich mit Wort oder Tat gegen ihn auflehnt oder wer darauf beharrt, einen Befehl nicht zu befolgen, nachdem dieser wiederholt worden ist (§ 20 Abs. 1 WStG). In den Fällen der §§ 19 bis 21 handelt der Untergebene gemäß § 22 Abs. 1 WStG nicht rechtswidrig, wenn der Befehl nicht verbindlich ist, insbesondere wenn er nicht zu dienstlichen Zwecken erteilt ist oder die Menschenwürde verletzt oder wenn durch das Befolgen eine Straftat begangen würde. Dies gilt auch, wenn der Untergebene irrig annimmt, der Befehl sei verbindlich.
Die Pflicht zum treuen Dienen aus § 7 SG kann auch durch eine Schlechterfüllung des Befehls verletzt werden. Allgemein ist ein Soldat jedoch nur zur Dienstleistung bis an die Grenze seiner körperlichen und geistigen Leistungsfähigkeit verpflichtet.
Befolgt ein Soldat einen rechtswidrigen Befehl in Kenntnis der Widerrechtlichkeit, ohne dass ihm eine gegenwärtige Gefahr für Leib oder Leben droht, kann er sich später nicht auf den so genannten Befehlsnotstand berufen, mit dem nach dem Zweiten Weltkrieg viele Kriegsverbrecher versucht hatten, ihre Verbrechen zu rechtfertigen. Wenn der Soldat dagegen nicht erkennt, dass es sich um eine rechtswidrige Tat handelt, führt ein Handeln auf Befehl gemäß § 5 WStG zu einem Entschuldigungsgrund.
Befehlsverantwortung

Verantwortung für Befehle trägt stets der Vorgesetzte (§ 10 Abs. 5 SG). Erteilt er nämlich schuldhaft rechtswidrige Befehle, begeht auch er ein Dienstvergehen, das ebenfalls disziplinar geahndet werden kann. Darüber hinaus muss er unter bestimmten Umständen für die Folgen, sofern der Bundeswehr ein Schaden entsteht, haften und Schadensersatz leisten. In schweren Fällen können auch hier wehrstrafrechtliche Konsequenzen drohen, wenn der Vorgesetzte vorsätzlich seine Befehlsbefugnis missbraucht. Ferner ist der Vorgesetzte verpflichtet, „Befehle angemessen durchzusetzen“ (§ 10 Abs. 5 SG). Hierbei geht es nicht nur um Befehle, die er selbst erteilt hat, sondern er muss auch für die Befolgung der Befehle sorgen, die andere Vorgesetzte für den Dienst gegeben haben, den er verantwortlich leitet.

## International
In der Schweizer Armee sind Befehl und Gehorsam der deutlichste Ausdruck der militärischen Führung. Geregelt ist der Befehl im Dienstreglement der Armee (DRA), das den Begriff jedoch nicht legaldefiniert. Nach Art. 20 Abs. 2 DRA erfolgen Befehle, Meldungen, Anträge und Gesuche auf dem Dienstweg. Gemäß Art. 21 Abs. 1 DRA haben Vorgesetzte und die von ihnen beauftragten Führungsgehilfen das Recht und die Pflicht, Befehle in Dienstsachen zu erteilen. Die Unterstellten sind zu Gehorsam verpflichtet. Befehlsgeber dürfen nach Art. 79 Abs. 3 DRA keine Befehle erteilen, die darauf abzielen, die Menschenwürde zu verletzen. Ranghöhere, die nicht zugleich Vorgesetzte sind, haben in fremden Kommandobereichen keine Befehlskompetenz (Art. 22 Abs. 4 DRA). Der Tagesbefehl regelt für den einzelnen Diensttag die Tätigkeiten der Truppe. Er muss allen Angehörigen der betreffenden Formation zugänglich sein. Er soll nur ausnahmsweise abgeändert werden (Art. 46 Abs. 1 DRA). Der Einsatzbefehl für den Wachtdienst regelt im Einzelnen den Auftrag, die Rechte und Pflichten der Wache (Art. 75 Abs. 1 DRA). Die Angehörigen der Armee sind ihren Vorgesetzten und anderen Befehlsbefugten in Dienstsachen zu Gehorsam nach Art. 80 Abs. 1 DRA verpflichtet. Sie müssen deren Befehle nach besten Kräften vollständig, gewissenhaft und zeitgerecht ausführen.
Im österreichischen Bundesheer ist die Befehlsmacht in den Allgemeinen Dienstvorschriften für das Bundesheer (ADV) geregelt. Befehl sind nach § 2 Nr. 4 ADV „alle von Vorgesetzten gegenüber Untergebenen getroffenen Anordnungen (Gebote und Verbote) zu einem bestimmten Verhalten“. Nach § 2 Nr. 5 ADV ist „Vorgesetzter, wem auf Grund besonderer Anordnung (Gesetze, Verordnungen, Organisationsvorschriften, Dienstanweisungen und Befehle) das Recht der Befehlsgebung gegenüber jenen Soldaten zusteht, die auf Grund dieser Anordnung an seine Befehle gebunden sind (Untergebene)“. Gemäß § 6 Abs. 1 ADV darf der Vorgesetzte nur solche Befehle erteilen, die im Zusammenhang mit dem Dienst stehen. Wenn es der Dienst erfordert, ist er zur Befehlsgebung verpflichtet. Befehle, die die Menschenwürde verletzen oder deren Befolgung gegen strafgesetzliche Vorschriften verstoßen würde, dürfen nicht erteilt werden. Befehle sind so zu formulieren, dass sie leicht erfasst werden können. Bestehen Zweifel, ob der Wortlaut eines Befehls vom Befehlsempfänger richtig verstanden wurde, ist anzuordnen, dass dieser den Wortlaut zu wiederholen hat. Sind in einem Befehl mehrere Anordnungen enthalten, so ist eindeutig festzulegen, welcher Anordnung der Vorrang gebührt (§ 6 Abs. 4 ADV). Nach § 7 Abs. 1 ADV ist jeder Untergebene seinen Vorgesetzten gegenüber zu Gehorsam verpflichtet. Er hat die ihm erteilten Befehle nach besten Kräften vollständig, gewissenhaft und pünktlich auszuführen.
Das Befehlsrecht ist auch im angloamerikanischen Bereich (englisch order) und in der NATO weitgehend vereinheitlicht. Liegt ein Befehl des NATO-Militärausschusses dem nationalen Befehlshaber vor, so muss dieser den Befehl zunächst auf die Übereinstimmung mit nationalen und völkerrechtlichen Verpflichtungen überprüfen, bei Übereinstimmung freigeben und an den nationalen Befehlshaber seiner Truppe weitergeben. Die deutschen und anderen NATO-Streitkräfte unterstehen dem NATO-Befehlshaber nicht im Sinne des Befehlsverhältnisses aus § 11 Abs. 1 SG, sondern haben nur den Befehl zur Zusammenarbeit mit der NATO.